# Agere sequitur esse
Agere sequitur esse (del latín, el actuar se sigue del ser) es un principio ontológico tomista que tiene sus raíces en Platón y Aristóteles y no ha de ser entendido como una sucesión temporal, sino como una proporcionalidad ontológica. El ser de un ente es proporcional al poder del mismo.

## En Platón
Platón rechaza este principio y se lo atribuye a los heraclíteos. Claramente, para este pensador, las formas, que eran trascendentes e inmutables, constituían la más radical de las realidades, por lo que este principio era evidentemente falso. En Fedro, Platón pone un argumento similar en boca de Hipócrates, y en Sofista lo pone en boca del extranjero.

[...] Pues bien, por lo que respecta a la naturaleza, averigua qué es lo que puede haber afirmado Hipócrates y la verdadera razón de su aserto. ¿No es, quizás, así como hay que discurrir acerca de la naturaleza de cualquier cosa? Primero que todo, hay que discurrir, pues, si es simple o presenta muchos aspectos aquello sobre lo que queremos ser técnicos nosotros mismos, y hacer que otros puedan serlo; después, si fuera simple, examinar su poder, cuál es la capacidad que, por naturaleza, tiene de actuar sobre algo o de padecer algo y por quién; y, si tiene más formas, habiéndolas enumerado, ver cómo cada una de ellas como se veían las que eran simples, y qué es lo que por naturaleza hace y con qué, y qué es lo que padece, con qué y por quién.
Platón, Fedro, 270d

[...] Digo que existe realmente todo aquello que posee un cierto poder, ya sea de actuar sobre cualquier otra cosa natural, ya sea de padecer, aunque sea en grado mínimo o a causa de algo infinitamente débil, incluso si esto ocurre una sola vez. Sostengo entonces esta fórmula para definir a las cosas que son: no son otra cosa que poder.
Platón, Sofista, 247e

## En Tomás de Aquino
Tomás de Aquino hace extenso uso de este principio de proporcionalidad entre el ser y el poder. Para empezar, según Edward Feser, es por este principio que Tomás de Aquino rechaza el ocasionalismo, que es la doctrina que reniega de que las criaturas tengan poder causal alguno. Si  las criaturas carecieran de poder causal, carecerían también de ser, con lo que esta postura degeneraría en panteísmo. Asimismo, es por este principio que rechaza el deísmo y el mero conservacionismo, que son las doctrinas que sostienen que las criaturas tienen pleno poder causal. Si las criaturas tuvieran pleno poder causal, también tendrían pleno ser, con lo que esta postura degeneraría en ateísmo. Al contrario, Tomás de Aquino defiende el concurrentismo, en el que el poder causal es compartido por Dios, que lo tiene por esencia, como causa primera, y las criaturas, que lo tienen por participación, como causas segundas. De este modo, Dios sigue teniendo la plenitud del poder causal y la plenitud del ser por esencia, mientras que las criaturas siguen teniendo cierto poder causal y cierto ser por participación.
Precisamente por este principio, las dos primeras vías tomistas no demuestran una causa del ser de las cosas, sino una causa de su actuar, ya que, para Tomás de Aquino, aquello que causa el actuar de las cosas, también tiene que causar su ser. Un ejemplo de este tipo de razonamiento se encuentra en este capítulo de la Summa contra Gentiles en que defiende que, como la virtud de Dios es infinita, su esencia también tiene que serlo.

[...] Una virtud infinita no puede estar en una esencia limitada, porque todo ser obra por su forma, que es su esencia o una parte de su esencia; y la virtud designa el principio de la acción. Ahora bien, Dios no tiene una virtud activa limitada, pues mueve en tiempo infinito, lo que no puede hacerse sino por una virtud infinita, como se ha demostrado. Concluiremos, pues, que la esencia de Dios es infinita. 

Notemos, sin embargo, que esta razón vale para los que admiten la eternidad del mundo. Pero, aunque no se admitiera, se demuestra todavía mejor la opinión que afirma ser infinita la virtud divina. En efecto, todo agente en tanto es más perfecto en sus operaciones en cuanto determina al acto a una potencia más remota; es necesario, por ejemplo, mayor poder para calentar el agua que para calentar el aire. Ahora bien, lo que absolutamente no es, dista infinitamente del acto y de ningún modo está en potencia. Por consiguiente, si el mundo fue creado de la nada, es necesario que sea infinita la virtud del creador.

[...] Como quiera, pues, que una virtud limitada produce un efecto, presuponiendo la potencialidad de la materia, resta afirmar que la virtud de Dios, que no presupone potencia, no es limitada, sino infinita, y, en consecuencia, su esencia es también infinita.
Tomás de Aquino, Summa Contra Gentiles, Parte I, Capítulo XLIII

Además, este mismo argumento es útil para afirmar que el alma de los animales, que solo puede realizar la operación del sentido, no subsiste sin el cuerpo, mientras que el alma de los humanos, que pueden realizar la operación del entendimiento, sí que pueden subsistir sin este. Ahora bien, al aplicar este principio, se tiene que prudencia de que el modo de actuar del que se extrae el modo ser conlleve a una forma  realmente sustancial y no meramente accidental del sujeto. Por ejemplo, si aventara una roca y observara que esta estuviera en el aire, tal modo de actuar no conllevaría a una forma sustancialmente común a todas las rocas en general, sino a una forma accidentalmente atribuida a una roca en particular.